# Grus americana
La grulla trompetera (Grus americana) es una especie de ave gruiforme de la familia de las grullas (Gruidae), denominada trompetera por el sonido de su llamado. Es el ave más alta de América del Norte, y se encuentra en peligro de extinción.  Junto con la grulla canadiense, son las únicas dos especies de grullas que se encuentran en América del Norte. La expectativa de vida de una grulla trompetera se estima puede llegar a 22-24 años en la naturaleza.

## Descripción

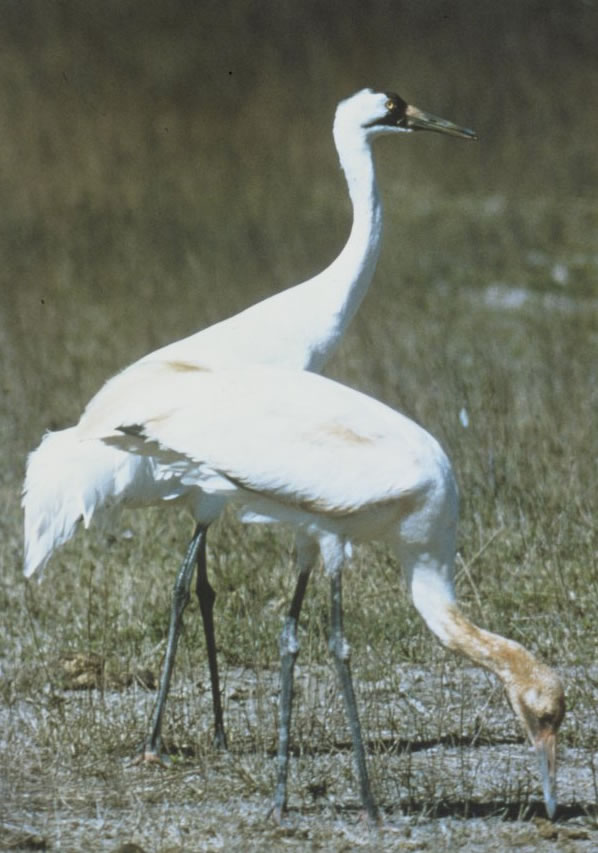
Grullas trompeteras

Las Grullas Trompeteras adultas son blancas con la coronilla roja y el pico largo, puntiagudo y oscuro. Las inmaduras son de color castaño claro. Mientras vuelan, sus largos cuellos se mantienen estirados y sus largas patas oscuras se destacan atrás. Las puntas negras de las alas de las grullas trompeteras adultas son visibles durante el vuelo.
La altura de la especie es de unos 150 cm y la envergadura de alas de unos 230 cm. Los machos pesan en promedio 7,5 kg, y las hembras unos 6,5 kg. Las únicas otras aves muy grandes, de largas patas y blancas en América del Norte son la Garceta Grande, que tiene más de 30 cm menos en altura y una séptima parte del peso de esta grulla; el morfo blanco de la Garza Azulada de la Florida y el Tántalo Americano. Estas últimas son un 30 % menores que la grulla trompetera. Las garzas y las cigüeñas son también de estructura bastante diferente de las grullas.

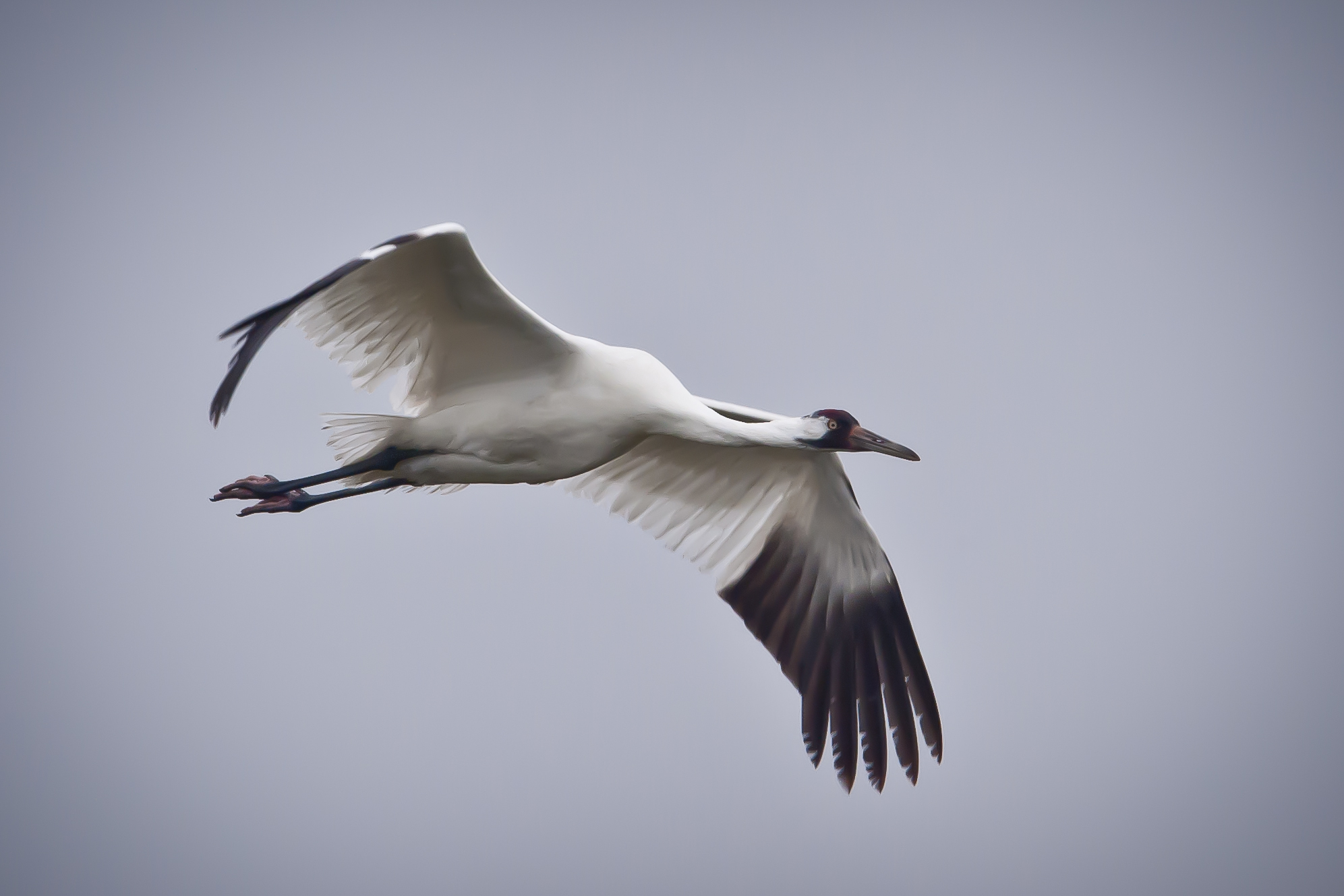
Grulla trompetera en pleno vuelo

## Hábitat

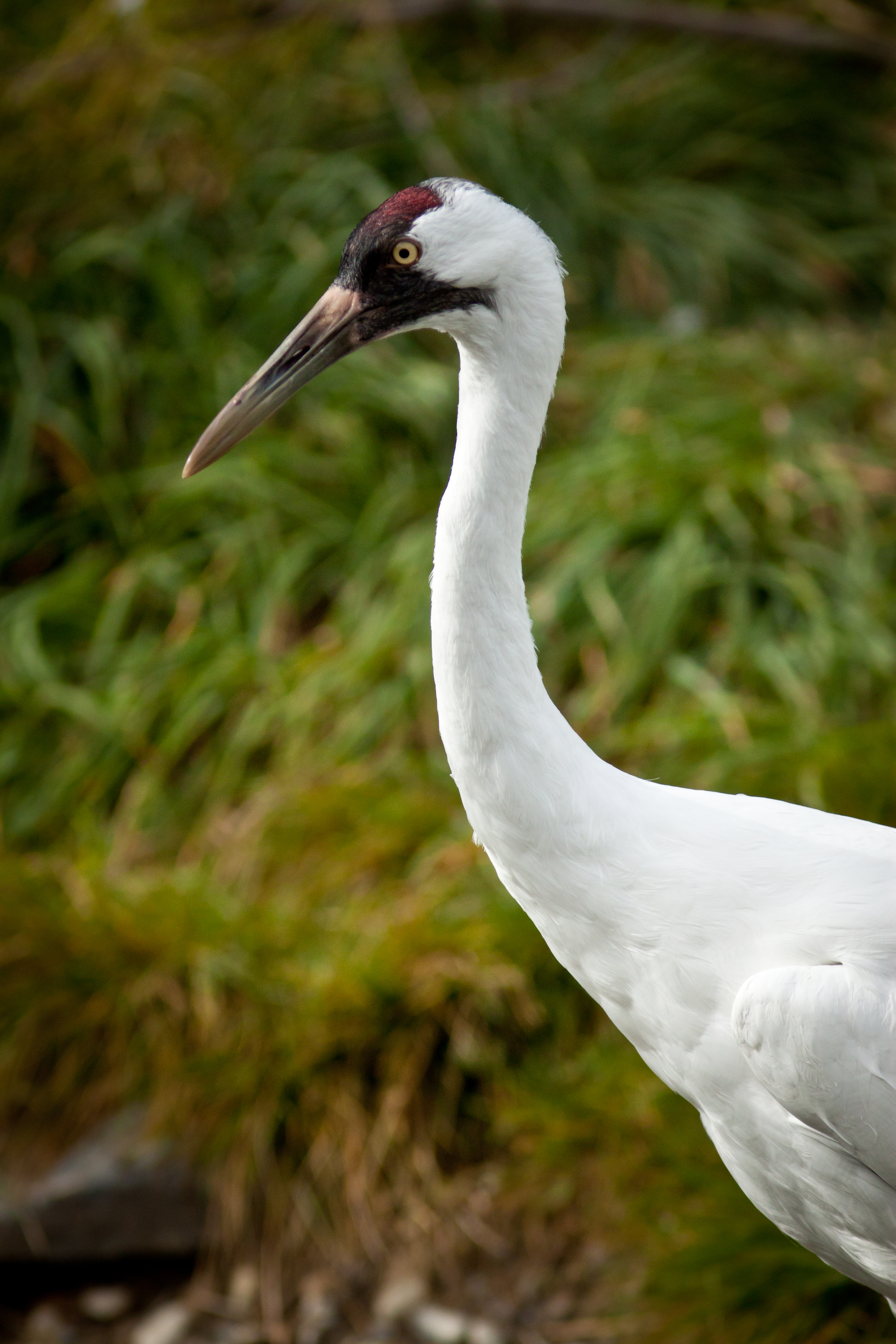
En Calgary Zoo, Alberta

EL hábitat reproductivo de las Grullas Trompeteras es el de las turberas de musgo sphagnum de la taiga; actualmente, su único lugar de anidación conocido es el Whooping Crane Summer Range en el parque nacional Wood Buffalo en Alberta, Canadá y las áreas circundantes. Con el reciente Proyecto de Reintroducción de la Asociación Grulla Trompetera del Este, las grullas trompeteras anidaron naturalmente por primera vez en 100 años en el Refugio Nacional de Vida Silvestre de Necedah en el centro de Wisconsin, Estados Unidos. Ellas anidan en el suelo, usualmente en un área elevada dentro de una ciénaga. La hembra pone 1 a 3 huevos, usualmente de finales de abril a mediados de mayo. Los huevos oliváceos manchados promedian 60 mm de ancho y 100 mm de alto y pesan unos 190 g. El periodo de incubación es de 29-35 días. Ambos padres cuidan al polluelo, aunque la hembra es más probable que atienda al polluelo. usualmente no sobrevive más que un polluelo por cada estación. Los progenitores a menudo alimentan al joven por 6-8 meses después del nacimiento y el final de la relación parental con la cría ocurre aproximadamente después de un año. 
Las poblaciones actualmente en reproducción invernan en Texas a lo largo de la costa del golfo de México en Estados Unidos, cerca de Corpus Christi en el Refugio Nacional de Vida Silvestre de Aransas, en la isla Matagorda, la isla San José, y en porciones de la península Lamar y punta Welder, el que está en el lado este de la bahía de San Antonio.
Hasta un 75 % de la población de Estados Unidos pasa anualmente por el Refugio Nacional de Vida Silvestre Salt Plains en Oklahoma.
La grulla trompetera está amenazada principalmente como resultado de la pérdida de hábitat. En otros tiempos, el área de distribución de estas aves se extendía por todo el medio oeste de América del Norte. En 1941, la población silvestre consistía de 21 aves. desde entonces, la población ha aumentado algo, mayormente debido a esfuerzos de conservación. En abril de 2007 había unas 340 grullas trompeteras viviendo naturalmente, y otras 145 en cautiverio. La grulla trompetera es aún una de las aves más raras de América del Norte. El Servicio de Pesca y Vida Silvestre de Estados Unidos confirmó que 266 grullas trompeteras hicieron la migración al Refugio Nacional de Vida Silvestre de Aransas en 2007.

## Depredadores
Entre los muchos predadores potenciales del nido y la cría se incluyen el oso negro americano (Ursus americanus), el glotón carcayú (Gulo luscus), el lobo gris (Canis lupus), el zorro rojo (Vulpes fulva), el lince (Lynx canadensis), el pigargo americano o águila calva (Haliaeetus leucocephalus), y el cuervo común (Corvus corax). Los adultos tienen muy pocos predadores, dado que incluso las águilas es improbable que puedan derribarlos. El lince es el único predador natural que se conoce que pueda ser a un tiempo suficientemente fuerte y cauteloso como para poder atrapar una grulla adulta fuera de sus territorios de anidación.

## Dieta
Estas aves se alimentan mientras caminan dentro de las aguas someras o en el suelo, algunas veces sondeando con sus picos. Son omnívoras y ligeramente más inclinadas a comer materiales animales que la mayoría de las otras grullas. En los territorios de invernada en Texas, esta especie se alimenta de variados crustáceos, moluscos, peces (como la anguila), bayas, serpientes y plantas acuáticas. El alimento potencial de las aves en reproducción incluye a ranas, ratones, campañoles, aves pequeñas, peces, reptiles, libélulas, otros insectos acuáticos, langostinos, almejas, caracoles, tubérculos acuáticos, bayas, saltamontes y grillos. Los granos desperdiciados como el trigo y la cebada son importantes alimentos de las aves migratorias como la grulla trompetera.

## Conservación

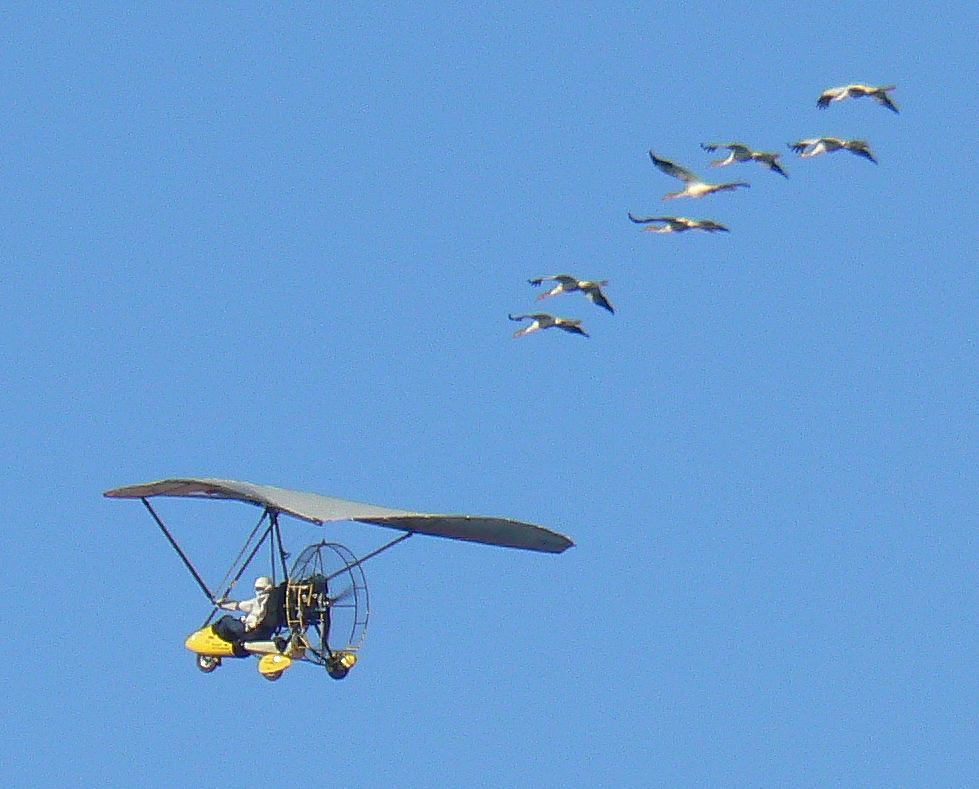
Jóvenes grullas trompeteras completando su primera migración, desde Wisconsin hasta Florida, en enero de 2009, siguiendo una nave ultraligera. Este procedimiento es realizado por Operation Migration.

La grulla trompetera fue declarada en peligro de extinción en 1967. Se han hecho intentos para establecer otras poblaciones reproductoras naturales.
- Un proyecto realizado por el Servicio de Pesca y Vida Silvestre de Estados Unidos y el Servicio de Vida Silvestre de Canadá fue iniciado en 1975 involucrando a grullas canadienses (Grus canadensis) como padres adoptivos sustitutos para establecer una segunda bandada autosustentada. Aunque 85 polluelos de 289 huevos de grullas trompeteras transferidos a nidos de Grus canadensis aprendieron a migrar,[6] estas grullas trompeteras no lograron aparearse con otras grullas trompeteras debido a la impronta de conducta adquirida de sus padres adoptivos las grullas canadienses; el proyecto fue descontinuado en 1989.[7]
- Un segundo intento involucró el establecimiento de una población no migratoria cerca de Kissimmee, Florida por un esfuerzo cooperativo dirigido por el Equipo de Recuperación de la Grulla Trompetera de Estados Unidos y Canadá en 1993.[8] Hacia el 18 de diciembre de 2006, esta población sumaba unas 53 aves;[9] mientras se enfrentan problemas con alta mortalidad y falta de reproducción no se añadirán más aves a la población.
- Un tercer intento ha involucrado la reintroducción de grullas trompeteras en una nueva ruta de vuelo establecida al este del río Misisipí. Este proyecto usa la cría artificial aislada de jóvenes grullas trompeteras y las entrena para seguir un avión ultraligero, un método de restablecer rutas migratorias en el que fueron pioneros Bill Lishman y Joe Duff cuando guíaron la migración de gansos Barnacla Canadiense desde Ontario, Canadá, hasta Virginia y Carolina del Sur en 1993.[10] La organización sin fines de lucro que es responsable de las migraciones con ultraligeros es Operación Migración,[11] y el grupo más grande WCEP (la Asociación Grulla Trompetera del Este), supervisa todos los aspectos de la bandada introducida en el este.

Las grullas de la Operación Migración son criadas desde la eclosión con disfraces, enseñadas a seguir su ultraligero, volanteadas sobre su futuro territorio de cría en Wisconsin, y guiadas mediante el ultraligero en su primera migración desde Wisconsin hasta la Florida; las aves aprenden la ruta migratoria y luego vuelven por sí solas, en la primavera siguiente. La reintroducción comenzó en el otoño de 2001 y ha añadido aves a la población en cada año desde entonces (exceptuando que en el comienzo de 2007, una tormenta desastrosa mató todos los jóvenes del año de 2006 luego que llegaran a la Florida).
En septiembre de 2007, existían 52 grullas trompeteras en la Población Migrante del Este (PME), incluyendo a dos de cuatro jóvenes de un año liberados en Wisconsin, que se les permitió migrar solos (Liberación Otoñal Directa o LOD). Catorce de estas aves habían formado siete parejas; dos de estas parejas anidaron y produjeron huevos en la primavera de 2005. Los huevos se perdieron por la inexperiencia de los padres. En la primavera de 2006 algunas de las mismas parejas habían anidado nuevamente e incubaban. Dos polluelos fueron logrados en un nido, el 22 de junio de 2006. Sus dos padres fueron incubados y guiados por ultraligeros en su primera migración en 2002. Justo a 4 años de nacidos son ya jóvenes padres. Sus polluelos son los primeros polluelos nacidos silvestres, hijos de padres migrantes por el este del Misisipí en más de 100 años. Uno de estos polluelos desafortunadamente fue predado en el Refugio Nacional de Vida Silvestre de Necedah. El otro joven pollo, una hembra, ha migrado exitosamente con sus padres a Florida. Como se señaló arriba, en febrero de 2007, 17 jóvenes de un año de un grupo de 18 fueron muertos por la tormenta de tornados del centro de Florida de ese año. Todas las aves agrupadas en esa bandada parecían haber muerto en esas tormentas, pero luego una señal de un transmisor, el "Número 615", indicaba que había un sobreviviente. El ave fue luego reubicada en compañía de algunas Grus canadensis. Murió luego a finales de abril por causas desconocidas, posiblemente por el trauma de la tormenta. Las dos de las cuatro grullas trompeteras jóvenes LOD de 2006 que quedaban también murieron debido a predación.
En el parque nacional Wood Buffalo, El Servicio Canadiense de Vida Silvestre contó 73 parejas reproductoras en 2007. Produjeron éstas 80 polluelos, de los cuales 40 sobrevivieron hasta la migración de otoño, y 39 completaron la migración al Refugio Nacional de Vida Silvestre de Aransas.